# Nite Runner
Nite Runner est une chanson du groupe anglais Duran Duran, extraite de leur 12e album studio Red Carpet Massacre, sorti en novembre 2007. Le titre est produit par Timbaland et son acolyte Danja. Timbaland et Justin Timberlake font également des voix sur le morceau.
Le morceau a été utilisé grandement pour promouvoir l'album de Duran Duran.
Sur ce morceau on retrouve donc Simon Le Bon (voix), Nick Rhodes (claviers), John Taylor (basse), Roger Taylor (percussions) ainsi que Timbaland et Timberlake. L'ingénieur-son du morceau est Jimmy Douglas.